# وائل بن حجر
وائل بن حُجر بن ربيعة بن وائل بن يعمر الحضرمي صحابي، كان قيلاً من أقيال حضرموت، وكان أبوه من ملوكهم. وشهد مع علي صفين، وكان على راية قبائل حضرموت يومئذ.

## سيرته
وفد على رسول الله، وكان رسول الله قد بشر أصحابه بقدومه قبل أن يصل بأيام، وقال: يأتيكم وائل بن حجر من أرض بعيدة، من حضرموت، طائعاً راغباً في الله عز وجل وفي رسوله، وهو بقية أبناء الملوك. فلما دخل عليه رحب به وأدناه من نفسه، وقرب مجلسه وبسط له رداءه، وأجلسه عليه مع نفسه، وقال: اللهم، بارك في وائل وولده. واستعمله النبي على الأقيال من حضرموت وأقطعه أرضاً، وأرسل معه معاوية بن أبي سفيان، وقال: أعطها إياه. فقال له معاوية: أردفني خلفك وشكى إليه حر الرمضاء، قال: لست من أرداف الملوك. فقال: أعطني نعلك. فقال: انتعل ظل الناقة. قال: وما يغني ذلك عني ?! وقال للنبي: إن أهلي غلبوني على الذي لي. قال: أنا أعطيك ضعفه. ونزل الكوفة في الإسلام، وعاش إلى أيام معاوية ووفد عليه فأجلسه معه على السرير، وذكره الحديث. قال وائل: فوددت أني كنت حملته بين يدي.
وشهد مع علي صفين، وكان على راية قبائل حضرموت يومئذ.
روى عن النبي أحاديث. روى عن ابناه: علقمة وعبد الجبار. وقيل: إن عبد الجبار لم يسمع من أبيه. وروى عنه كليب بن شهاب الجرمي، وأم يحيى زوجته، وغيرهما.

## نسبه وأسرته
وائل بن حجر بن سعد بن مسروق بن وائل بن ضمعج بن وائل بن ربيعة بن وائل بن النعمان بن زيد بن مالك بن زيد ابن الحضرمي، ويقال: وائل بن حجر بن سعيد بن مسروق بن وائل بن النعمان بن ربيعة بن الحارث بن عوف بن سعد بن عوف بن عدي بن مالك بن شرحبيل بن الحارث بن مالك بن مرة بن حميري ابن الحضرمي بن عمرو بن عبد الله بن هانئ بن عوف بن جرسم بن عبد شمس بن زيد بن لأي بن شبيب بن قدامة بن أعجب بن مالك بن قحطان
زوجته أم يحيى، وابناه: عبد الجبار، وعلقمة